# Țigănași
Țigănași est une commune roumaine située dans le județ de Iași.